# Ivan Daňo
Ivan Daňo (* 15. März  1946) ist ein ehemaliger tschechoslowakischer Fußballspieler, der ausschließlich für TJ Internacionál Slovnaft Bratislava spielte und je einen Titel in zwei internationalen Vereinswettbewerben gewann.

## Karriere

### National
Daňo kam das erste Mal in der Saison 1965/66 im Alter von 19 Jahren im Seniorenbereich für den TJ Internacionál Slovnaft Bratislava in der 1. fotbalová liga, die höchste Spielklasse im tschechoslowakischen Fußball, zum Einsatz. Er debütierte am 23. August 1965 (3. Spieltag) beim 2:2-Unentschieden im Auswärtsspiel gegen den FC VSS Košice. Sein letztes von 114 Punktspielen bestritt er am 9. Mai 1972 (23. Spieltag) bei der 0:3-Niederlage im Auswärtsspiel gegen den Liganeuling AC Nitra mit Einwechslung für Jozef Petrovič in der 25. Minute.

### International
Auf internationaler Vereinsebene kam er im Wettbewerb um den International Football Cup bzw. um die Internationale Meisterschaft das erste Mal am 18. Juli 1965 beim 3:1-Sieg über den NK Zagreb in der Gruppe B4 zum Einsatz. In dieser Gruppe kam er bei der letzten Austragung des Wettbewerbs unter diesem Namen in Spielen zum Einsatz. Sein einziges Tor erzielte er am 9. Juli 1966 bei der 2:3-Niederlage gegen Wisła Krakau mit dem Treffer zum 1:2 in der 45. Minute. Im Hin- und Rückspiel ausgetragenen Finale gegen Eintracht Frankfurt wurde er ebenfalls eingesetzt, die den Titel nach dem 3:2-Sieg und dem 1:1 n. V. für sich entschied. Im Wettbewerb um den Intertoto-Cup, dem Nachfolgewettbewerb, kam er in der Gruppe 7 zum Einsatz.
Im Wettbewerb des im Jahr 1955 wiedereingeführten Mitropacups kam er an drei aufeinander folgenden Teilnahmen (1967/68, 1968/69 und 1969/70) zum Einsatz. Bei seiner zweiten und dritten Teilnahme erreichte er mit seiner Mannschaft jeweils das Finale, von dem nur eins – gegen den TJ Sklo Union Teplice – gewonnen werden konnte. 

## Erfolge
- Mitropapokal-Sieger 1969
- IFC-Finalist 1967